# 阿夫頓 (明尼蘇達州)
阿夫頓（英語：Afton，/ˈæftən/ AF-tən）是一個位於美國明尼蘇達州華盛頓縣的城市。

## 歷史
阿夫頓於1837年有人定居，並於1855年正式成立。阿夫頓的郵局自1857年起營運至今。

## 人口
根據2020年美國人口普查的數據，阿夫頓的面積為68.59平方千米，當中陸地面積為64.99平方千米，而水域面積為3.60平方千米。當地共有人口2955人，而人口密度為每平方千米43人。